# Le Docteur Daffy
Le Docteur Daffy (The Daffy Doc) est un cartoon réalisé par Robert Clampett, sorti en 1938. Il met en scène Daffy Duck et Porky Pig.

## Fiche technique
- Réalisation : Robert Clampett
- Durée :
- Date de sortie : 1938

## Voix française

### Premier doublage (années 1980)
- Marc François : Daffy Duck et Porky Pig

### Redoublage (2003)
- Patrick Guillemin : Daffy Duck
- Michel Mella : Porky Pig